# Zamach stanu w Sudanie (1971)
Zamach stanu w Sudanie w 1971 – nieudany zamach stanu inspirowany przez komunistów pod przywództwem majora Haszima al-Aty przeciwko rządom prezydenta Dżafara Muhammada an-Numajriego. Zamach przeprowadzono 19 lipca, lecz dopiero 22 lipca władza wróciła do Dżafara Muhammada an-Numajriego.
Zamach miał wpływ na politykę zagraniczną i wewnętrzną Sudanu. W jego następstwie wielu członków Sudańskiej Partii Komunistycznej rozstrzelano, a kilka komunistycznych związków zawodowych rozwiązano. An-Numajri wydalił wschodnioniemieckich doradców do spraw bezpieczeństwa, potępił Związek Radziecki i jego sojuszników na przychylność do zamachu stanu.